# Galvanòmetre tèrmic

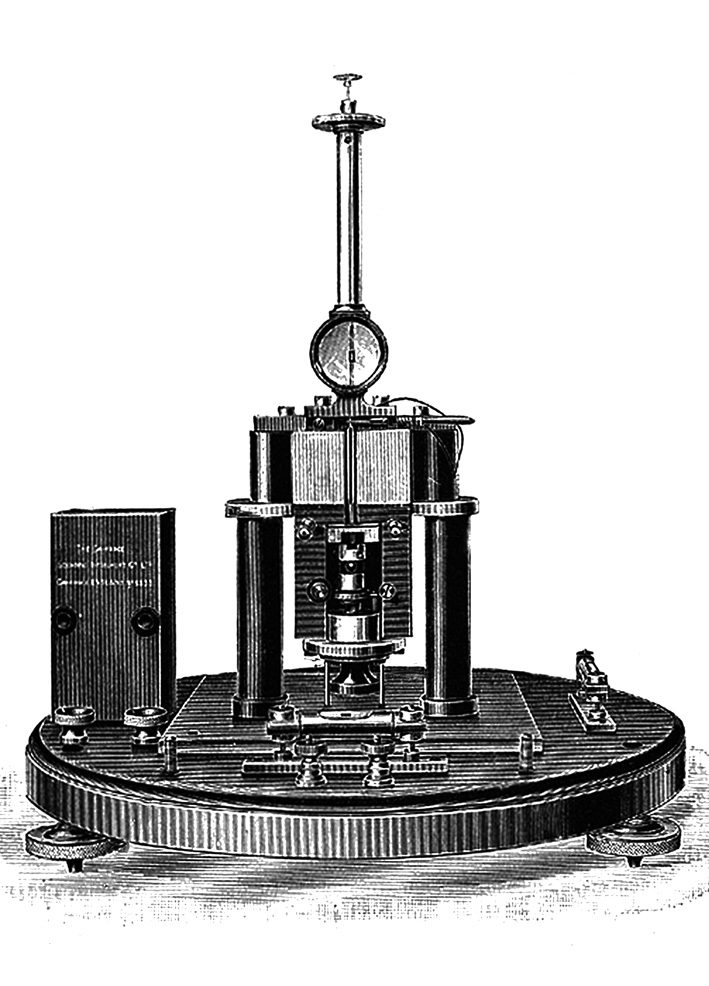
Termo galvanòmetre fabricat per Cambridge Scientific Instrument Company Ltd.

Un galvanòmetre tèrmic, o termo-galvanòmetre, és un instrument per mesurar petits corrents elèctrics. Va ser inventat per William Duddell al voltant de 1900. La següent és una descripció de l'instrument extret d'un catàleg comercial de Cambridge Scientific Instrument Company, de 1905:

Durant molt de temps, es va sentir la necessitat d'un instrument capaç de mesurar amb precisió petits corrents alterns. L'elevada resistència i autoinducció de les bobines d'instruments del tipus electromagnètic freqüentment impedeixen el seu ús. Els instruments electroestàtics que es construeixen actualment no són del tot adequats per mesurar corrents molt petits, tret que hi hagi una diferència de potencial suficient.
El termo galvanòmetre dissenyat pel Sr. Duddell es pot utilitzar per a la mesura de corrents extremadament reduïdes amb un alt grau de precisió. No té pràcticament cap autocombusió ni capacitat i, per tant, es pot utilitzar en un circuit de qualsevol freqüència (fins i tot fins a 120.000 ~ per seg.) I es poden mesurar fàcilment corrents tan petits com vint microamperis. És igualment correcte en corrents continus i alterns. Per tant, pot ser estandarditzat amb precisió per corrent continu i usat sense errors en circuits de qualsevol freqüència o forma d'ona.
El principi del termo galvanòmetre és senzill. L'instrument consisteix en una resistència escalfada pel corrent a mesurar i la calor de la resistència que cau a la termoconferència d'un radiomicròmetre Boys. L'augment de temperatura de la unió inferior de la termoparella produeix un corrent al bucle que es desvia pel camp magnètic contra la torsió de la fibra de quars.